# Anton Frederik Johan Portielje

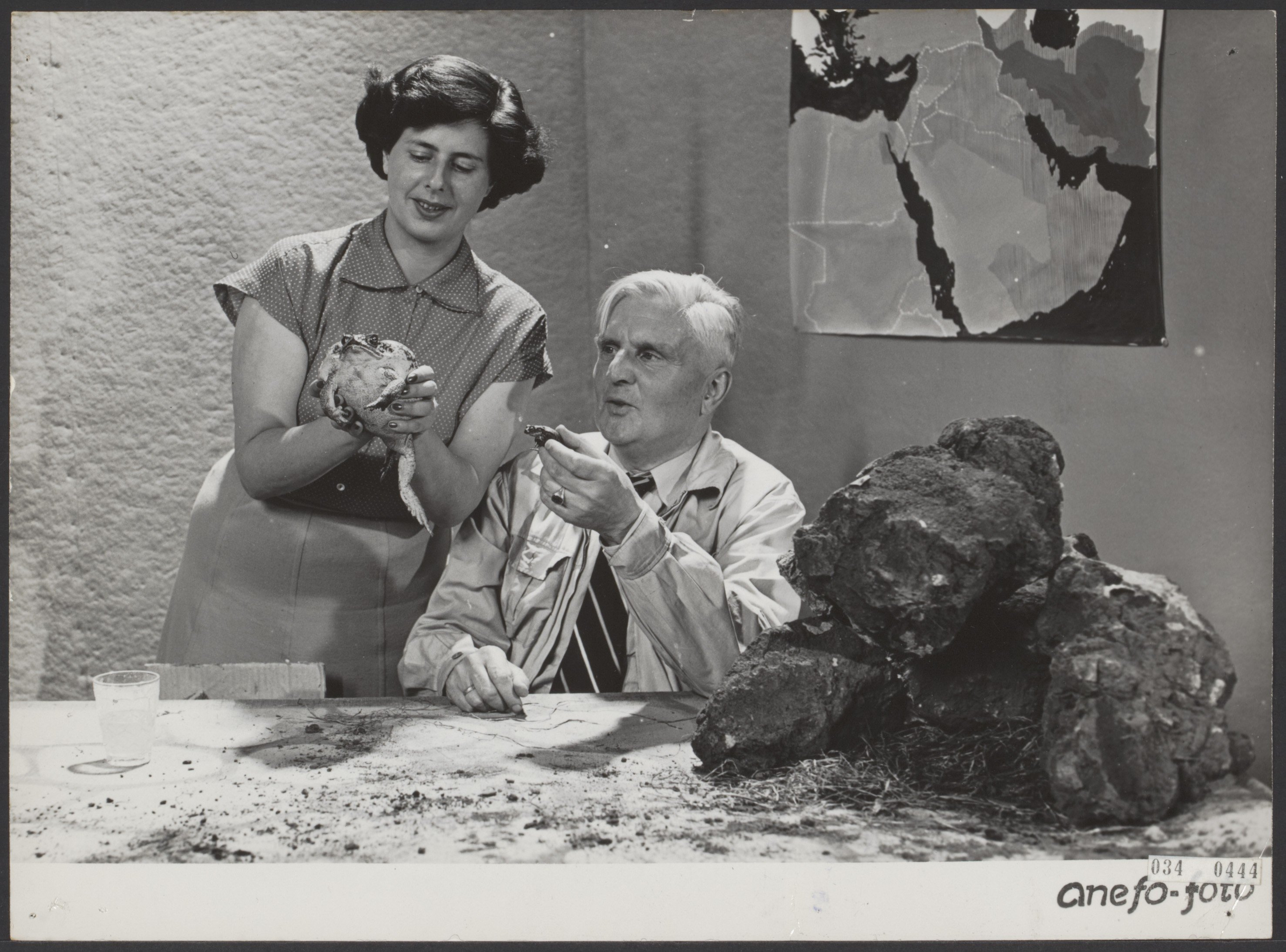
Frits Portielje in Televizier, het eerste AVRO-programma (1951); ook op de foto presentatrice Netty Rosenfeld

Anton Frederik Johan (Frits) Portielje, (Amsterdam, 8 maart 1886 - Hilversum, 20 februari 1965) was een Nederlands bioloog en journalist.

## Carrière
Portielje begon zijn loopbaan als journalist, maar ging in 1906 werken bij dierentuin Artis in  Amsterdam. Hij was er werkzaam als inspecteur van de levende  have en als hoofd van de voorlichtingsdienst. Zijn interesse voor de dierenwereld werd in belangrijke mate geïnspireerd  door veldbiologische onderzoek, dat E. Heimans en Jac.P. Thijsse propageerden.

## Publiciteit en onderzoek
Met het geven van lezingen, radiopraatjes en publicaties ontwikkelde hij zich tot een ambassadeur van de dierenwereld. Wetenschappelijk onderzoek werd door hem ingesteld naar het instinct van dieren. De Universiteit van Amsterdam verleende hem in 1946 een eredoctoraat in dierpsychologie.